# Бен Райлі
Бенджамін Александр Райлі-молодший (англ. Benjamin Alexander Riley Jr.; 17 липня 1933 - 18 листопада 2017) — американський джазовий барабанщик, відомий своєю роботою з Телоніусом Монком, а також Еліс Колтрейн, Стеном Гетцом, Едді Локджо Девісом, Ахмадом Джамалом і як учасник групи Sphere. У 1970-х і 1980-х роках він був учасником Нью-Йоркського джазового квартету.